# Малая Шешма

Малая Шешма — река в Тверской области России.
Протекает по территории Зубцовского района. Устье реки находится в 5,7 км по левому берегу реки Шешмы. Длина реки составляет 12 км.

## Данные водного реестра
По данным государственного водного реестра России относится к Верхневолжскому бассейновому округу, водохозяйственный участок реки — Вазуза от истока до Зубцовского гидроузла, без реки Яуза до Кармановского гидроузла, речной подбассейн реки — бассейны притоков (Верхней) Волги до Рыбинского водохранилища. Речной бассейн реки — (Верхняя) Волга до Куйбышевского водохранилища (без бассейна Оки).
По данным геоинформационной системы водохозяйственного районирования территории РФ, подготовленной Федеральным агентством водных ресурсов: 
- Код водного объекта в государственном водном реестре — 08010100312110000001494
- Код по гидрологической изученности (ГИ) — 110000149
- Код бассейна — 08.01.01.003
- Номер тома по ГИ — 10
- Выпуск по ГИ — 0